# Francisco Fabo
Francisco Fabo Leza (Marcilla, 18 de abril de 1936) pintor y escultor navarro. 

## Vida
Nació en tiempos de guerra (1936) en Marcilla (Navarra) y en una familia dedicada a la agricultura. Criado en un ambiente rural. Eso es lo que reproduce su pintura y su escultura: aperos de labranza, herramientas de distintos oficios ya desaparecidos o totalmente cambiados, paisajes y calles de su entorno, frutos y hortalizas de la tierra.
Era el pequeño de seis hermanos y le gustaba dibujar desde joven (comenzó utilizando tizones y el dorso de carteles). Alguna discusión tuvo con sus hermanos por "perder el tiempo" con los dibujos; los mismos hermanos que también mostraban ciertas dotes de artistas. La música o, lo que Paco bien recuerda, el belén que cada año hacían con la cera que recogían de las velas derretidas de la iglesia y con mimbre. Una pena que, cosas de la época, esas figuras bien eran utilizadas por su padre durante el año para el mango del azadón. No queda ninguna. 
Incluso en el servicio militar, último reemplazo en Tetuán (protectorado español de Marruecos) no dejó de lado su afición de pintar. Fue el tiempo de las acuarelas. 
A la vuelta y tras realizar, entre otros trabajos, labores de pintor de habitaciones y fachadas, fue dedicándose cada vez más a su hobby. Siempre con otro trabajo que le asegurara el sueldo, iba sacando tiempo para ir perfeccionando su arte. Cuando realmente te gusta la pintura, no vale eso de no tener tiempo. Nunca ha perdido la oportunidad de ponerse ante el lienzo. Ahora, ya jubilado, sin la obligación de ningún puesto de trabajo, no ha perdido en nada sus ganas. Excepto los paseos en torno a Marcilla, su entretenimiento diario está en su estudio. 
Por otro lado está la escultura. Aunque también, hace años ya, realizó modelos en una empresa local de alabastro, fueron pocas sus obras de escultor hasta un tiempo más reciente en que comenzó a dedicarse con mayores ganas.

## Estudio
Pintaba en casa y, sobre todo, en una habitación que separó de la bajera. Más tarde, en un cubierto (de ahí su nombre) en su mismo Marcilla dedicado a almacén de aperos agrícolas de su suegro, se hizo su estudio. Una vez rehabilitado, no sólo es un estudio de pintor; también ha ido juntando distintos enseres y útiles ya desaparecidos que conforman un pequeño museo. 
Hay pequeñas herramientas para las cañas, para la siega, ... otras mayores para trillar, aparejos para los animales de tiro ... También hay ejemplos de las antiguas medidas. Los materiales son, como no podía ser de otra manera, los utilizados en la época: madera, hierro y barro. Estos utensilios son un ejemplo de lo necesario que era el ingenio y los artesanos cuando no existía la tecnología. Incluso la electricidad (producida en un salto de agua local) lo justo daba para las pocas bombillas que había en las casas, todo se hacía manualmente. 
También tiene un pequeño huerto que, además de algo de trabajo, también le distrae. A este huerto, ya pequeño, le quitó la parte delantera donde ha colocado unas estatuas y unos aperos que se pueden ver desde la acera.